# Popillia daliensis
Popillia daliensis är en skalbaggsart som beskrevs av Lin 1980. Popillia daliensis ingår i släktet Popillia och familjen Rutelidae. Inga underarter finns listade i Catalogue of Life.